# Roelof Veld
Roelof Veld (Ruinen, 23 september 1944) is een Nederlandse voormalige atleet, die zich aanvankelijk had toegelegd op de middellange afstand en de 3000 m steeple. Later richtte hij zich op de wegatletiek, die in de jaren zeventig sterk in opkomst was. In Nederland groeide hij uit tot een van de pioniers op dit gebied. Veld veroverde tussen 1973 en 1978 op de baan en op de weg in totaal acht nationale titels.

## Biografie

### Beginjaren
Veld meldde zich op achttienjarige leeftijd aan bij de plaatselijke atletiekvereniging in Dwingeloo, nadat hij daar aan een dorpsloop had meegedaan en prompt tweede was geworden achter Egbert Nijstad, de latere zeventienvoudige nationale kampioen, die toen in militaire dienst zat en in die tijd al menige militaire veldloop op zijn conto had geschreven.
Onder leiding van trainer Ger van Leeuwen richtte Veld zich in eerste instantie op de middellange afstanden, waarvan de 1500 m en 3000 m hem het beste lagen. Zijn eerste medaille op een Nederlands kampioenschap veroverde hij in 1969, toen hij op de 1500 m zilver bemachtigde achter winnaar Cees van Loon.

### Successen op NK's
Al gauw voegde Veld echter ook de 5000 m, 10.000 m en de 3000 m steeple toe aan zijn programma en met succes. Het leverde hem al in 1970 nationaal brons op de 3000 m steeple op en vanaf 1972 was hij op NK’s op een of twee van genoemde afstanden altijd wel bij de beste drie te vinden. In 1973 werd dat zelfs tweemaal goud: op de 3000 m steeple en de 10.000 m, zijn eerste twee nationale titels. Vooral de steeplechase bleek Veld goed te liggen, want in die discipline was hij vanaf 1973 tot en met 1975 met drie nationale titels op rij onverslaanbaar. Ook qua beste tijden boekte hij hierop in die periode een flinke progressie, van 9.22,2 in 1970 tot 8.48,5 in 1973. Ter vergelijking: sinds 1971 stond het Nederlandse record op die afstand van Egbert Nijstad op 8.43,2. Overigens was het in die periode gebruikelijk dat atleten als Veld overal waar wat te lopen viel, te vinden waren. Zo werd bijvoorbeeld in 1973, voorafgaand aan het baanseizoen, door hem eerst aan veldlopen gedaan, werden er daarna indoor enkele 1500 meters gelopen, met daar tussendoor ook nog een wegwedstrijd, om ten slotte deel te nemen aan de wereldkampioenschappen veldlopen in Waregem.

### Overstap naar de wegatletiek
Het was toenmalig bondscoach Hans Keizer die Veld stimuleerde om de richting van de wegatletiek uit te gaan. Uit fysiologische tests was namelijk gebleken, dat hij uitermate geschikt was voor het lopen van lange afstanden. Veld liet zich daartoe overhalen en won eind 1975 prompt de eerste de beste marathon waarvoor hij zich had aangemeld, die van Maastricht, in 2:19.07. Het was een uitermate opvallend debuut als men bedenkt, dat zijn tijd een evenaring was van het nationale record dat Aad Steylen in 1968 op deze afstand had gevestigd. De pech voor Veld was, dat juist in 1975 de marathon door de KNAU uit de nationale recordlijst was geschrapt, in navolging van een kort daarvoor door de IAAF genomen besluit. Pas tientallen jaren later, in 2004, zou men op dit besluit terugkomen.
Veld was echter 'om'. Vanaf 1976 was hij voornamelijk nog op de weg te vinden, hetgeen resulteerde in drie nationale titels op rij op de 25 km en één op de marathon in 1978 in 2:14.02, een tijd die algemeen als een dik nationaal record werd beschouwd, ook al was dat dan officieus. Dat hij werd uitgezonden naar de EK in Praag was niet meer dan logisch. Hij werd zelfs gekozen tot vlaggendrager van de Nederlandse ploeg bij de openingsceremonie. In de wedstrijd ging het minder. Het zware, heuvelachtige parkoers lag hem niet en hij finishte als 34e.
Met de Olympische Spelen zat het hem niet mee. In 1976 trof Veld een zeer kritisch NOC en werd zijn voordracht geweigerd. Vier jaar later lag hij op het moment dat de Nederlandse ploeg naar Moskou afreisde in het ziekenhuis voor een liesbreukoperatie. Hoewel hij hiervan goed herstelde, bereikte hij nadien nooit meer zijn oude niveau, al verliep de teruggang geleidelijk.

### Gecommitteerde voor de KNAU
Wellicht werd die prestatieterugval mede in de hand gewerkt door het feit dat Veld, die naast zijn sport altijd een volledige baan als bankvertegenwoordiger heeft uitgeoefend, meer en meer betrokken raakte bij de organisatorische en begeleidende kant van de wegatletiek. Voor de KNAU werd hij begin jaren tachtig een van de 'gecommitteerden', die de organisatoren van grote wegwedstrijden moest gaan beoordelen op hun organisatorische kwaliteiten. Doel was om de wegatletiek beter op elkaar afgestemd te krijgen, wildgroei tegen te gaan en de grote marathons beter gespreid te krijgen over de wedstrijdkalender.
Daarnaast kwam Veld geleidelijk aan ook in een andere rol terecht: die van begeleider van opkomende talenten. Dat begon met Gerard Nijboer. Arend Karenbeld, de trainer van Nijboer, zei wat hij moest doen en Veld wat hij niet moest doen. "De hele wereld kwam ook op Gerard af, vond dat hij in zijn wedstrijd moest lopen. Dus in feite deed ik de begeleiding van Gerard. Tegenwoordig hadden ze dat 'manager' genoemd", aldus Veld in 2010.Veld belegde ook trainingssessies, ter voorbereiding op een marathon. Uit alle windstreken kwamen ze om de zoveel tijd naar hem toe, om met z’n allen te trainen op de Holterberg. Daarbij was Veld de spin in het web, die zelf overigens meetrainde.

### Afbouwen in New York
Vervolgens raakte Veld betrokken bij de organisatie van reizen naar New York voor atleten die daar aan de jaarlijkse marathon wilden deelnemen. Zelf liep hij dan ook steeds mee. "Ja, ik heb hem acht keer gelopen, eerst hard, heel hard, toen wat minder hard en ten slotte liep ik gelijk op met de rest. Zo heb ik eigenlijk een beetje afgebouwd." Totdat hij ook daarmee moest stoppen vanwege hartproblemen.
In 1997 trad Veld toe tot het bestuur van de KNAU. Zijn voornaamste taak was om de wegatletiek en de baanatletiek dichter tot elkaar te brengen, want dat waren tot die tijd twee afzonderlijke werelden. Veld: "Ik denk wel dat ik een brug heb kunnen bouwen tussen de wegatletiek en de baan." In 2006 trad hij na drie periodes van drie jaar statutair af. Hij werd toen benoemd tot erelid van de Atletiekunie. Eerder was hij voor zijn vele verdiensten reeds Koninklijk onderscheiden: in 2005 werd hij benoemd tot ridder in de Orde van Oranje-Nassau.      

## Nederlandse kampioenschappen
Outdoor
| Onderdeel      | Jaar             |
| -------------- | ---------------- |
| 10.000 m       | 1973             |
| 3000 m steeple | 1973, 1974, 1975 |

Weg
| Onderdeel | Jaar             |
| --------- | ---------------- |
| 25 km     | 1976, 1977, 1978 |
| marathon  | 1978             |

## Persoonlijke records
Outdoor
| Onderdeel      | Prestatie | Datum         | Plaats   |
| -------------- | --------- | ------------- | -------- |
| 1500 m         | 3.45,0    | 29 juli 1972  | Papendal |
| 3000 m         | 8.00,8    | 4 juli 1973   | Koblenz  |
| 5000 m         | 13.50,0   | 15 mei 1978   | Papendal |
| 10.000 m       | 29.12,8   | 28 april 1974 | Papendal |
| 3000 m steeple | 8.48,5    | 28 juli 1973  | Kerkrade |

Indoor
| Onderdeel | Prestatie | Datum            | Plaats |
| --------- | --------- | ---------------- | ------ |
| 1500 m    | 3.44,6    | 11 februari 1973 | Leiden |

Weg
| Onderdeel       | Prestatie | Datum           | Plaats              |
| --------------- | --------- | --------------- | ------------------- |
| 10 Engelse mijl | 49.27     | 8 oktober 1977  | Amsterdam           |
| 20 km           | 1:02.18   | 11 maart 1978   | Alphen aan den Rijn |
| halve marathon  | 1:05.32   | 30 maart 1980   | Den Haag            |
| 25 km           | 1:16.03   | 21 juli 1979    | Lisse               |
| 30 km           | 1:35.19   | 5 augustus 1979 | Riehen              |
| marathon        | 2:14.02   | 10 juni 1978    | Sneek               |

## Palmares

### 1500 m
- 1969:  NK – 3.53,9
- 1973:  NK indoor – 3.44,7
- 1973: 7e in serie EK indoor – 3.45,85
- 1975:  NK indoor – 3.55,6

### 3000 m
- 1974:  NK indoor – 8.07,2

### 5000 m
- 1968: 6e NK – 15.06,0
- 1972:  NK – 14.20,4

### 10.000 m
- 1973:  NK – 29.54,8
- 1977:  NK – 30.02,8

### 3000 m steeple
- 1970:  NK – 9.22,2
- 1972:  NK – 8.58,6
- 1973:  NK – 9.02,8
- 1974:  NK – 9.03,2
- 1975:  NK – 8.53,26

### 10 km
- 1978:  Singelloop – 30.48,8

### 10 Engelse mijl
- 1976: 9e 'Boven 't IJ' 10 mijl – 49.31,8

### 20 km
- 1977:  20 van Alphen – 1:03.09
- 1977:  Parel van Drente-loop – 1:02.54
- 1978:  20 van Alphen – 1:02.18
- 1979:  Parel van Drente-loop - ?
- 1979:  Parel van Drente-loop – 1:01.29
- 1980:  Parel van Drente-loop – 1:04.20
- 1981:  20 van Alphen – 1:02.55
- 1981:  Parel van Drente-loop – 1:05.15

### halve marathon
- 1976: 8e City-Pier-City Loop – 1:04.09
- 1977: 7e City-Pier-City Loop – 1:03.47
- 1978:  Zilveren Molenloop – 1:03.06,0
- 1980: 12e halve marathon van Egmond - 1:11.35
- 1981: 24e City-Pier-City Loop - ?
- 1982:  UN halve marathon van Utrecht – 1:09.03

### 25 km
- 1976:  NK – 1:21.43
- 1977:  NK – 1:21.50
- 1978:  Paderborner Osterlauf – 1:18.10
- 1978:  NK – 1:18.07
- 1979:  NK – 1:16.03
- 1980: 4e NK - 1:18.50
- 1981: 13e NK – 1:22.49

### 30 km
- 1978:  Interl. West-Duitsland-Nederland-Zwitserland - 1:35.29,7
- 1979:  Interl. Zwitserland-Nederland-West-Duitsland - 1:35.19
- 1981: 13e Ome-Hochi - 1:37.57

### marathon
- 1975:  marathon van Maastricht – 2:19.07
- 1976: 12e marathon van Amsterdam – 2:38.38
- 1976:  Zwitsers marathonkampioenschap te Bazel – 2:17.45
- 1977:  NK te Enschede – 2:22.50
- 1978: 19e Midwinter Marathon – 2:34.37
- 1978:  marathon van Maassluis – 2:17.03
- 1978:  NK te Sneek – 2:14.02,2
- 1978: 34e EK te Praag – 2:23.38,3
- 1979:  Zwolse marathon – 2:20.31
- 1980:  Midwintermarathon van Apeldoorn - 2:20.50
- 1981: DNF marathon van Amsterdam
- 1981:  marathon van Amersfoort – 2:25.15
- 1982: DNF Tokyo International Marathon
- 1982: 17e marathon van Amsterdam – 2:24.09

### veldlopen
- 1973: 39e WK – geen tijd
- 1974: 5e NK te Nijmegen (lange afstand = 9900 m) – 32.27,2
- 1974: 118e WK – geen tijd
- 1975: 9e NK te Reusel (lange afstand = 12.300 m) – geen tijd
- 1976:  AVRO-cross (6000 m) – 16.33
- 1977: 16e NK te Westerhoven (lange afstand = 12 km) – geen tijd
- 1978: 11e NK te Stiphout (lange afstand = 12.500 m) - geen tijd

## Onderscheidingen
- Ridder in de Orde van Oranje-Nassau - 2005
- KNAU erelid - 2006